# تاريخ إمدادات المياه والصرف الصحي

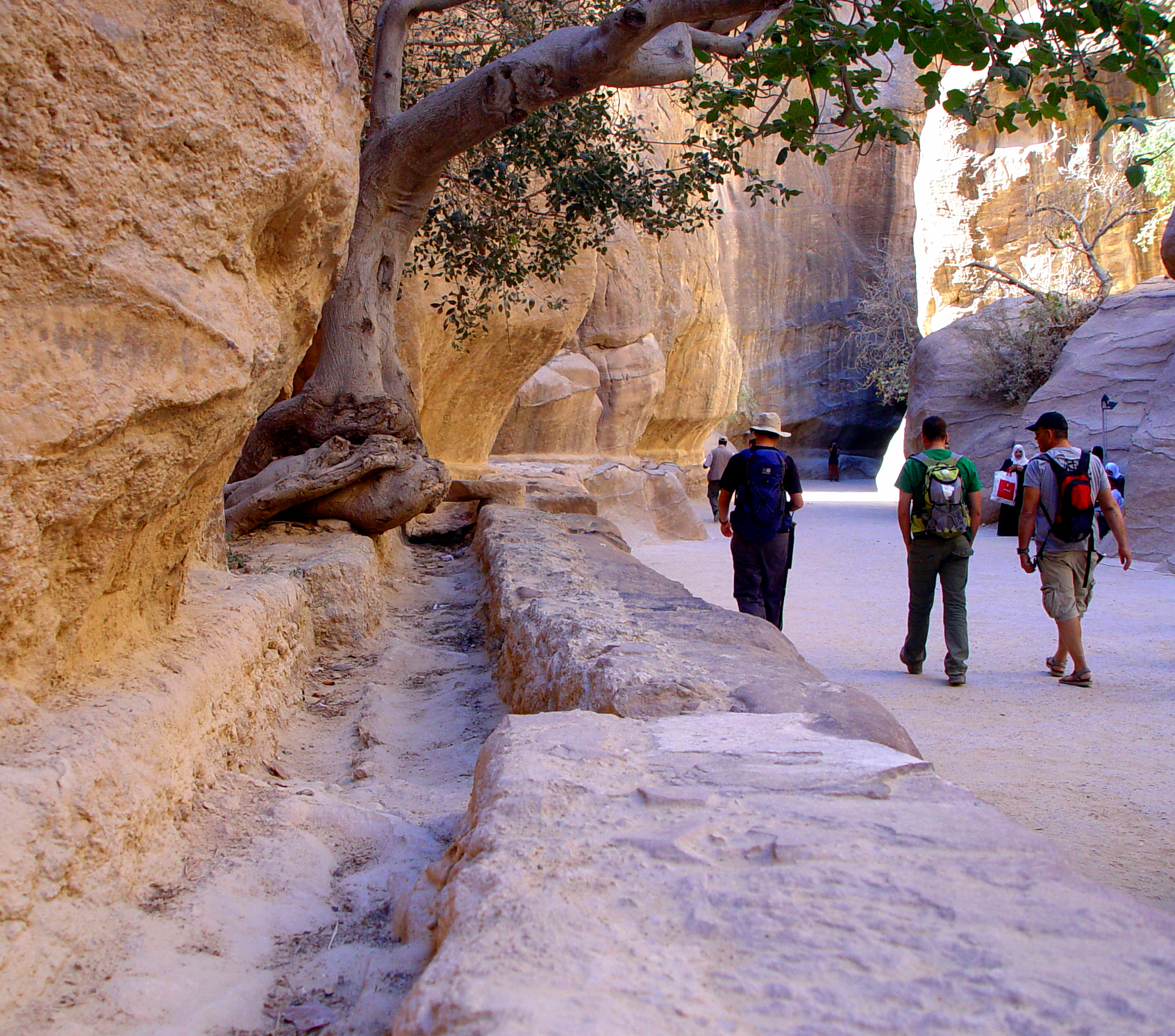

يُعد تاريخ إمدادات المياه والصرف الصحي أحد التحديات اللوجستية المُواجهة لتأمين المياه النظيفة وشبكات الصرف الصحي منذ فجر الحضارة، حيث انتشرت الأمراض ومرض الناس أو ماتوا بسبب عدم كفاية الموارد المائية والبنية التحتية أو أنظمة الصرف الصحي.
تطورت المستوطنات البشرية الرئيسية في البداية فقط حيث كانت المياه السطحية العذبة وفيرة، كالأنهار القريبة أو الينابيع الطبيعية مثلًا. ابتكر الناس على مر التاريخ أنظمة تُسهّل توصيل المياه إلى مجتمعاتهم وأسرهم، والتخلص من مياه الصرف الصحي (ومعالجتها لاحقًا أيضًا).
انصب تركيز معالجة مياه الصرف الصحي عبر التاريخ على نقل مياه الصرف الصحي الخام إلى المسطحات المائية الطبيعية، كنهر أو محيط مثلًا، حيث يُخفف تركيزها فيه وتُبدد. غالبًا ما بُنيت مساكن البشر المبكرة بجوار موارد المياه. تُعد الأنهار شكلًا أوليًا للتخلص من مياه الصرف الصحي الطبيعية.
زادت التكنولوجيا على مدى آلاف السنين المسافات التي يمكن نقل المياه عبرها بشكل كبير. علاوة على ذلك، حُسنت عمليات تنقية مياه الشرب ومعالجة مياه الصرف الصحي.

## عصور ما قبل التاريخ

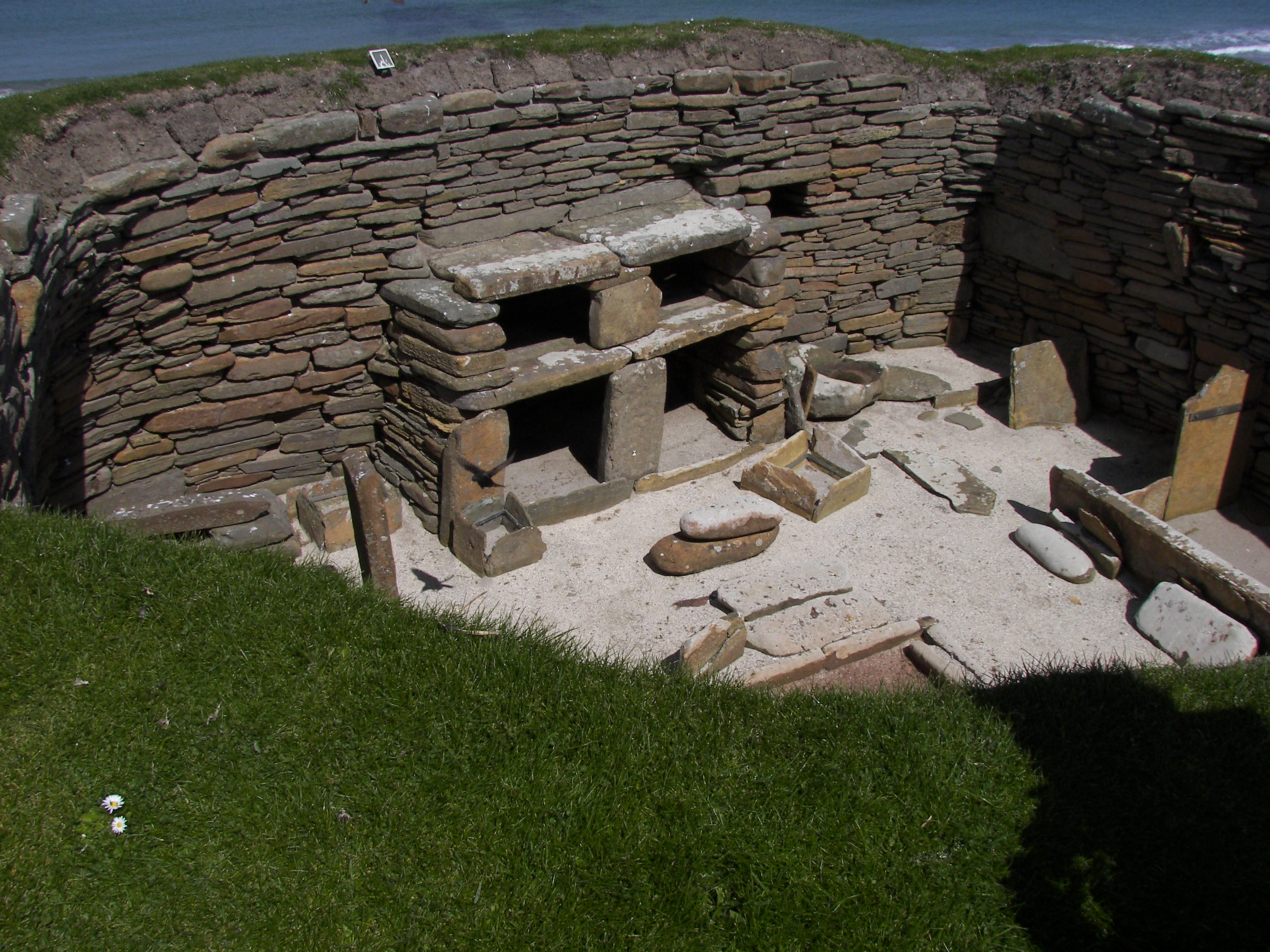
منزل سكارا بري: دليل على تطور أساليب إدارة المياه والصرف الصحي في المجتمعات القديمة

حفر البشر خلال العصر الحجري الحديث أولى آبار المياه الدائمة، تُملأ منها الأواني بالمياه وتُحمل باليد. حُفرت الآبار منذ نحو عام 6500 قبل الميلاد في مرج ابن عامر. اعتمد حجم المستوطنات البشرية بشكل كبير على كمية المياه القريبة المتاحة.

### حضارة وادي السند
تُظهر حضارة وادي السند في آسيا دليلاً مبكرًا على وجود إمدادات مياه عامة ومياه صرف صحي. تضمن النظام الذي طورته وأدارته السند عددًا من الميزات المتقدمة، إذ تُعد مدينة لوتهال الهندية (نحو عام 2350 قبل الميلاد) مثالًا نموذجيًا على ذلك. امتلكت جميع المنازل في لوتهال مراحيضًا خاصة بها وُصلت بشبكة مجاري مغطاة مبنية من الطوب المتماسك بملاط من الجبس، تصب الشبكة إما في المسطحات المائية المحيطة أو بدلاً من ذلك في آبار الترسيب، والتي تُفرغ بانتظام وتُنظف. امتلكت حضارة المايا أيضًا شبكات مياه مضغوطة.
ضمت المناطق الحضرية في حضارة وادي السند حمامات عامة وخاصة. جرى التخلص من مياه الصرف الصحي عبر مصارف تحت الأرض مبنية بالطوب بدقة، وأُنشئ نظام متطور لإدارة المياه باستخدام العديد من الخزانات. وُصلت مصارف أنظمة الصرف الصحي الخارجة من المنازل بمصارف عامة أوسع. تألفت العديد من المباني في موهينجو دارو من طابقين أو أكثر، إذ نُقلت المياه من أسطح وحمامات الطوابق العليا عبر أنابيب الطين المغلقة أو المزالق المفتوحة التي تصب في مصارف الشوارع.
شوهد أقرب دليل على الصرف الصحي الحضري في هارابّا في موهينجو دارو، وفي راخيغاري التي اكتُشفت مؤخرًا في حضارة وادي السند. تضمن هذا المخطط الحضري أنظمة الصرف الصحي الحضرية الأولى في العالم. حصلت المنازل الفردية أو مجمعات المنازل داخل المدينة على المياه من الآبار. وُجهت مياه الصرف الصحي الناتجة عن غرفة يبدو أنها خُصصت للاستحمام إلى المصارف المغطاة، الموجودة في الشوارع الرئيسية.
استُخدمت أجهزة مثل الشادوف لرفع المياه إلى مستوى الأرض. احتوت أنقاض حضارة وادي السند مثل موهينجو دارو في باكستان ودولافيرا في ولاية غوجارات في الهند على مستوطنات مع بعض أنظمة الصرف الصحي الأكثر تطوراً في العالم القديم. وشملت قنوات الصرف، وقنوات جمع مياه الأمطار، ومجاري الشوارع.
استُخدمت الآبار المُدرجة بشكل رئيسي في شبه القارة الهندية.

### أنشطة إعادة استخدام مياه الصرف الصحي
ترتبط إعادة استخدام مياه الصرف الصحي، وهي ممارسة قديمة طُبقت منذ فجر التاريخ البشري، بتوفير خدمات الصرف الصحي. لقد جرت إعادة استخدام مياه الصرف الصحي البلدية غير المعالجة لعدة قرون بهدف تحويل النفايات البشرية خارج المستوطنات الحضرية. وبالمثل، فإن استخدام مياه الصرف الصحي المنزلية لري الأراضي ممارسة قديمة وشائعة مرت بمراحل مختلفة من التطور.
استُخدمت مياه الصرف الصحي المنزلية في الري من قبل حضارات ما قبل التاريخ (مثل بلاد ما بين النهرين ووادي السند ومينوان) منذ العصر البرونزي (نحو عام 3200-1100 قبل الميلاد). استُخدمت مياه الصرف الصحي بعد ذلك في الري والتسميد من قبل الحضارات الهيلينية وبعد ذلك من قبل الرومان في المناطق المحيطة بالمدن (مثل أثينا وروما). علاوة على ذلك، استُخدمت الفضلات البشرية في الصين لتسميد المحاصيل الزراعية منذ العصور القديمة.

## العصور البرونزية والحديدية المبكرة

### حضارة ما بين النهرين
قدم سكان بلاد ما بين النهرين أنابيب الصرف الصحي المصنوعة من الطين إلى العالم نحو عام 4000 قبل الميلاد، تُعد الأمثلة الموجودة في معبد بيل في نيبور وإشنونا أقدمها. استُخدمت الأنابيب المصنوعة من الطين في وقت لاحق من قبل الحيثيون في مدينة خاتوشا.
امتلكوا قطعًا من الأنابيب قابلة للفصل والاستبدال بسهولة، ما سمح لهم بتنظيفها.

### بلاد فارس القديمة
بُنيت أنظمة الصرف الصحي الأولى في حقبة ما قبل التاريخ في إيران، بالقرب من مدينة زابول. استُخدمت القنوات الفارسية وخزانات المياه لإمدادات المياه والتبريد.

### شرق آسيا القديمة

#### الصين القديمة
توجد بعض الأدلة المبكرة على وجود آبار المياه في الصين. اكتشف الصينيون في العصر الحجري الحديث المياه الجوفية العميقة واستخدموها لأغراض الشرب على نطاق واسع. يحتوي النص الصيني كتاب التغييرات، وهو في الأصل نص عرافة لسلالة تشو الغربية (1046-771 قبل الميلاد)، على مدخل يصف كيفية حفاظ الصينيون القدماء على آبارهم وحماية مصادرهم المائية. تكشف الأدلة الأثرية والوثائق الصينية القديمة أن شعوب ما قبل التاريخ والصينيين القدماء تمتعوا بالكفاءة والمهارات اللازمة لحفر آبار المياه العميقة المُخصصة لأغراض الشرب منذ نحو 6000 وحتى 7000 سنة مضت. اعتُقد في موقع تنقيب هيميدو أنه جرى حفر بئر فيه خلال العصر الحجري الحديث. تألف البئر من أربعة صفوف من جذوع الأشجار مع إطار مربع مربوط بها في أعلى البئر. ويعتقد أن ستين بئرًا إضافيًا مشغولًا بالبلاط بُنيت جنوب غرب بكين نحو عام 600 قبل الميلاد لأغراض الشرب والري. من المعروف أيضًا أن نظم أنابيب المياه قد استُخدمت في شرق آسيا منذ سلالات تشين وهان في الصين.

### البحر الأبيض المتوسط القديم

#### اليونان القديمة
تُعد الحضارة اليونانية القديمة في كريت، والمعروفة باسم حضارة مينوان، أول حضارة تستخدم الأنابيب المصنوعة من الطين تحت الأرض لأغراض الصرف الصحي وإمدادات المياه. امتلكت عاصمتهم كنوسوس، نظام مياه منظم جيدًا لجلب المياه النظيفة وإخراج مياه الصرف الصحي، وقنوات صرف صحي مُخصصة للتدفق الكبير الناتج عن العواصف عند هطول أمطار غزيرة. يعود تاريخ الاستخدامات الأولى للمرحاض ذو الطراد إلى القرن الثامن عشر قبل الميلاد. امتلكت حضارة مينوان مجاري صرف صحي حجرية تُغسل بشكل دوري بالمياه النظيفة. بل وابتكروا أنظمة تدفئة متقنة بالإضافة إلى أنظمة إمدادات المياه والصرف الصحي المتطورة. استخدم الإغريق القدماء في أثينا وآسيا الصغرى أيضًا نظام إمداد مياه داخلي، يُستخدم في الحمامات ذات نظام المياه المضغوط. استخدم المخترع اليوناني هيرون أنابيب المياه المضغوطة لأغراض مكافحة الحرائق في مدينة الإسكندرية. يُعد شعب المايا ثالث أقدم حضارة استخدمت نظام إمداد مياه داخلي ذا شبكة مضغوطة.
استُخدم نظام السيفون المقلوب، إلى جانب أنابيب الطين المغطاة بالزجاج، لأول مرة في قصور كريت في اليونان. ما زال يعمل بعد مرور نحو 3000 سنة على بنائه.